# Rouached
Rouached là một đô thị thuộc tỉnh Mila, Algérie. Dân số thời điểm năm 2002 là 25.399 người.